# Hemeroblemma apistis
Hemeroblemma apistis är en fjärilsart som beskrevs av Carl Plötz 1880. Hemeroblemma apistis ingår i släktet Hemeroblemma och familjen nattflyn. Inga underarter finns listade i Catalogue of Life.